# Liste du patrimoine mondial au Monténégro
Cet article recense les sites inscrits au patrimoine mondial au Monténégro.

## Statistiques
Le premier site protégé du Monténégro est inscrit au patrimoine mondial en 1979 : le pays, sous le nom de République socialiste du Monténégro est alors membre de la Yougoslavie. Il déclare sa pleine indépendance le 3 juin 2006 ; le pays notifie à l'UNESCO sa succession à la Convention pour la protection du patrimoine mondial, culturel et naturel le même jour.
En 2020, le Monténégro compte 4 sites inscrits au patrimoine mondial, 3 culturels et 1 naturel.
Le pays a également soumis 6 sites à la liste indicative, 4 culturels et 2 naturels.

## Listes

### Patrimoine mondial
Les sites suivants sont inscrits au patrimoine mondial.
| Site | Municipalité                                   | Type                             | Date | Superficie (ha) | Zone tampon (ha) | Lien | Notes | Coordonnées                                                                            | Illus. |
| --- | ---------------------------------------------- | -------------------------------- | ---- | --------------- | ---------------- | ---- | --- | -------------------------------------------------------------------------------------- | ------ |
| Contrée naturelle et culturo-historique de Kotor                                                        | Herceg Novi, Kotor et Tivat                    | Culturel, (i), (ii), (iii), (iv) | 1979 | 14 600          | 36 491           | 125  | Le site classé comprend les deux golfes les plus intérieurs des bouches de Kotor (golfes de Risan et de Kotor), ainsi que leur côte. En péril de 1979 à 2003, à la suite du séisme de 1979. | 42° 29′ nord, 18° 43′ est                                                              |        |
| Parc national de Durmitor                                                                               | Mojkovac, Pljevlja, Plužine, Šavnik et Žabljak | Naturel, (vii), (viii), (x)      | 1980 | 32 100          |                  | 100  | | 43° 07′ 59″ nord, 19° 01′ 01″ est                                                      |        |
| Cimetières de tombes médiévales stećci                                                                  | Plužine, Žabljak                               | Culturel (iii), (vi)             | 2016 | 49,15           | 321,24           | 1504 | Site transfrontalier avec la Bosnie-Herzégovine, la Croatie et la Serbie 3 sites au Monténégro : Grčko groblje, Žabljak, Bare Žugića et Grčko groblje, Plužine, s'étendant sur 0,57 ha.     | 43° 05′ 42″ N, 19° 08′ 56″ E 43° 06′ 00″ N, 19° 10′ 01″ E 43° 20′ 31″ N, 18° 51′ 00″ E |        |
| Ouvrages de défense vénitiens du XVIe siècle au XVIIe siècle : Stato da Terra - Stato da Mar occidental | Kotor                                          | Culturel (iii), (iv)             | 2017 | 378,37          | 1 749,62         | 1533 | Site transfontalier avec la Croatie et l'Italie. 1 site au Monténégro : cité fortifiée de Kotor, s'étendant sur 16,32 ha.                                                                   | 42° 25′ 26″ nord, 18° 46′ 19″ est                                                      |        |

### Liste indicative

#### Liste actuelle
Les sites suivants sont inscrits sur la liste indicative du pays à la fin 2020.
| Site                                                                 | Municipalité      | Type                       | Date | Lien      | Notes | Coordonnées                       | Illus. |
| -------------------------------------------------------------------- | ----------------- | -------------------------- | ---- | --------- | --- | --------------------------------- | ------ |
| Noyau historique de Cetinje                                          | Cetinje           | Culturel (ii), (iii), (vi) | 2010 | 5561      | | 42° 23′ 31″ nord, 18° 55′ 19″ est |        |
| Vieille ville de Bar                                                 | Bar               | Culturel (ii), (iii), (v)  | 2010 | 5562      | | 42° 05′ 38″ nord, 19° 08′ 02″ est |        |
| Dioclée (en)                                                         | Podgorica         | Culturel (ii), (iii), (v)  | 2010 | 5563      | | 42° 28′ 05″ nord, 19° 15′ 54″ est |        |
| Parc national de Biogradska gora                                     | Kolašin           | Naturel (vii), (viii), (x) | 2010 | 5569      | Le parc national est inscrit une première fois sur la liste indicative de la Yougoslavie en 1986, puis retiré en 1988. Après son indépendance, le Monténégro le rajoute à nouveau sur sa liste indicative. | 42° 52′ 01″ nord, 19° 37′ 01″ est |        |
| Vieille ville d'Ulcinj                                               |                   | Culturel (ii), (iv), (v)   | 2018 | 6300      | | 41° 55′ 26″ nord, 19° 12′ 04″ est |        |
| Forêts primaires de hêtres des Carpates et d'autres régions d'Europe | Kolašin, Mojkovac | Naturel (ix)               | 2018 | 6325 6373 | Extension d'un site transfontalier déjà inscrit au patrimoine mondial dans plusieurs autres pays. L'extension monténégrine concerne la réserve de forêt vierge du parc national de Biogradska gora.        | 42° 53′ 53″ nord, 19° 36′ 07″ est |        |

#### Anciennes propositions
Le site monténégrin suivant a été inscrit sur la liste indicative de la Yougoslavie, puis abandonné par la suite.
| Site                | Notes | Coordonnées                       | Illus. |
| ------------------- | ----- | --------------------------------- | ------ |
| Monastère de Morača |       | 42° 46′ 05″ nord, 19° 23′ 30″ est |        |